# Muara Langsat
Muara Langsat is een bestuurslaag in het regentschap Kuantan Singingi van de provincie Riau, Indonesië. Muara Langsat telt 2800 inwoners (volkstelling 2010).